# Adama Traoré (1990)
Adama Traoré (Bondoukou, 3 de fevereiro de 1990) é um futebolista profissional marfinense que atua como meia.

## Carreira
Adama Traoré representou o elenco da Seleção Marfinense de Futebol no Campeonato Africano das Nações de 2017.